# Compromis du Connecticut

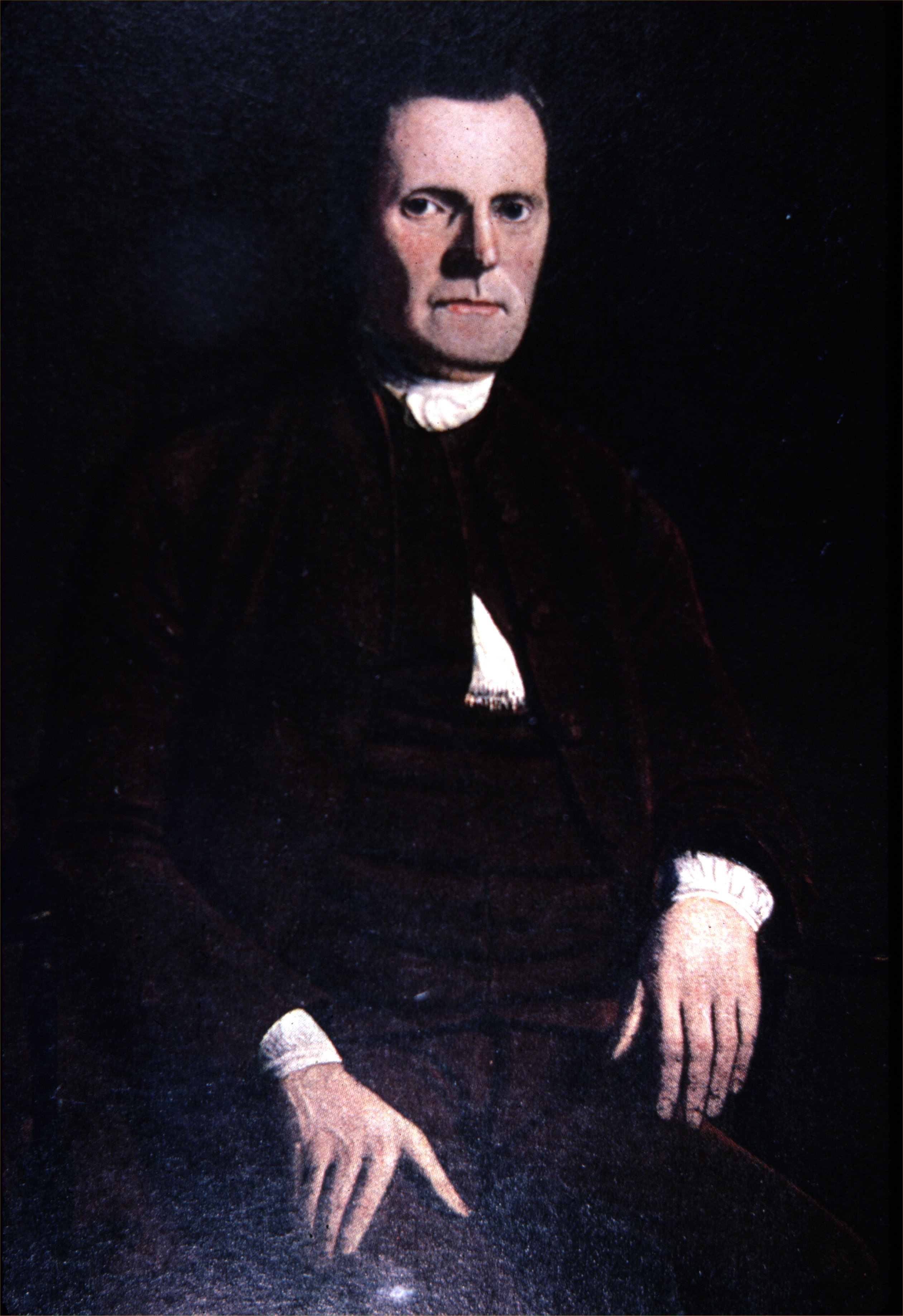
Portrait de Roger Sherman, représentant du Connecticut, l'auteur du compromis.

Le Compromis du Connecticut (en anglais, Connecticut Compromise), aussi connu sous le nom de Grand Compromis de 1787 (Great Compromise of 1787) ou Compromis de Sherman (Sherman's Compromise) est un accord auxquels les grands et petits États aboutissent durant la Convention de Philadelphie de 1787 qui définit en partie la structure législative et la représentation que chaque État aurait en vertu de la Constitution des États-Unis. Il propose la création de deux chambres, à savoir le Sénat (qui garanti que chaque État sera représenté par deux sénateurs), et la Chambre des représentants pour le Congrès.